# Szimon Noson Nota Biderman
Szimon Noson Nota Biderman (ur. 1931 w Jerozolimie, zm. 28 września 2009 w Bene Berak) – rabin, w latach 1987–2009 cadyk chasydzkiej dynastii Lelow.

## Życiorys
Urodził się w Jerozolimie, jako syn rabina Mosze Mordechaja Bidermana (1903–1987) i wnuk Szimona Nosona Noty Biderman (1870–1929), na cześć którego dostał imiona. Studiował m.in. w Jeszywas Chajej Olam, Jeszywie Gedola Sfas Emes, a także w jesziwie wołożyńskiej. W 1951 ożenił się z córką rabina Szlomo Freunda. Przez pewien czas był przełożonym chasydzkiej jesziwy w Antwerpii. W 1973 na polecenie ojca wyjechał do Stanów Zjednoczonych i założył lelowski bet midrasz na Boro Park w Nowym Jorku.
Po śmierci ojca w 1987 został cadykiem lelowskich chasydów. Wraz z rabinem Israelem Leichterem był założycielem koszernej stołówki Bejs haTawszil w Bene Berak, gdzie znajduje się centrum lelowskich chasydzów. Działał na rzecz odzyskania, upamiętnienia i renowacji grobu cadyka Dawida Bidermana i starego cmentarza żydowskiego w Lelowie. Z jego inicjatywy również powstanie centrum chasydzkie w Lelowie. Jego najbliższym współpracownikiem był rabin Simcha Krakowski.
Zmarł w Bene Berak w noc święta Jom Kipur. Jest pochowany na cmentarzu na Górze Oliwnej w Jerozolimie.

## Nauki
Szimon Noson Nota Biderman mawiał by nie rozmawiać w czasie trwania modlitwy, ponieważ skupienie w czasie Szmone Esre zapewnia, że modlitwa zostanie wysłuchana. Mawiał, że zachowywanie ciszy podczas modlitwy zapewnia długie życie i chroni od choroby.